# Стасюк Денис Миколайович
Денис Миколайович Стасюк (рос. Денис Николаевич Стасюк; 2 вересня 1985, м. Ангарськ, СРСР) — російський хокеїст, лівий нападник. Виступає за «Рубін» (Тюмень) у Вищій хокейній лізі. 
Вихованець хокейної школи «Єрмак» (Ангарськ). Виступав за «Металург» (Новокузнецьк), «Амур» (Хабаровськ), «Єрмак» (Ангарськ).